# Municipio de San Miguel Panixtlahuaca
El municipio de San Miguel Panixtlahuaca es uno de los 570 municipios en que se encuentra dividido el estado mexicano de Oaxaca y que se encuentra localizado en la zona costera del mismo. Su cabecera es San Miguel Panixtlahuaca.

## Geografía
El municipio de San Miguel Panixtlahuaca se encuentra localizado en la región Costa y en el distrito de Juquila, en la zona sur del estado de Oaxaca. Tiene una extensión territorial de 144.683 kilómetros cuadrados que equivalen al 0.15% de la extensión total del estado, siendo sus coordenadas extremas 16°8′ - 16°19′ de latitud norte y 97°19′ - 97°28′ de longitud oeste y su altitud fluctúa entre un máximo de 1800 y un mínimo de 300 metros sobre el nivel del mar.
Limita al noroeste con el municipio de Tataltepec de Valdés, al norte con el municipio de San Juan Quiahije, al este y sureste al  municipio de Santa Catarina Juquila y al suroeste y oeste con el municipio de Villa de Tututepec de Melchor Ocampo.

## Demografía
La población total del municipio de acuerdo con el Censo de Población y Vivienda realizado en 2010 por el Instituto Nacional de Estadística y Geografía, es de 6 161 habitantes, de los que _ son hombres y _ son mujeres.
La densidad de población asciende a un total de 42.58 personas por kilómetro cuadrado.

### Localidades
El municipio se encuentra formado por 11 localidades, las principales y su población de acuerdo al censo de 2010 son:
| Localidad                | Población |
| Total Municipio          | 6 161     |
| San Miguel Panixtlahuaca | 5 930     |
| Mazaqueztla              | 49        |
| El Progreso              | 45        |

## Política
El gobierno de San Miguel Panixtlahuaca se rige por principio de usos y costumbres que se encuentra vigente en un total de 424 municipios del estado de Oaxaca y en las cuales la elección de autoridades se realiza mediante las tradiciones locales y sin la intervención de los partidos políticos. 
El ayuntamiento de San Miguel Panixtlahuaca está integrado por el presidente municipal, un síndico y un cabildo integrado por cinco regidores, además de un funcionario denominado alcalde único constitucional.

### Representación legislativa
Para la elección de diputados locales al Congreso de Oaxaca y de diputados federales a la Cámara de Diputados federal, el municipio de San Miguel Panixtlahuaca se encuentra integrado en los siguientes distritos electorales:
Local:
- Distrito electoral local de 23 de Oaxaca con cabecera en San Pedro Mixtepec.[4]

Federal:
- Distrito electoral federal 9 de Oaxaca con cabecera en Puerto Escondido.[5]